# Advanced Dungeons & Dragons: Heroes of the Lance
Advanced Dungeons & Dragons: Heroes of the Lance es un videojuego publicado en 1988 para varios sistemas de computadora doméstica y videoconsolas. El videojuego está basado en el primer módulo de campaña de Dragonlance, Dragons of Despair, y la primera novela de Dragonlance Dragons of Autumn Twilight. Este se centra en el viaje de ocho héroes a través de las ruinas de la ciudad Xak Tsaroth, donde deben hacer frente al antiguo dragón Khisanth y recuperar la reliquia, discos de Mishakal.  

## Personajes
Los ocho héroes que componen la partida son:
- Goldmoon, una princesa que blande el Blue Crystal Staff, un artefacto cuyos poderes ella trata de comprender plenamente.
- Sturm Brightblade, un poderoso y solemne caballero.
- Caramon Majere, un guerrero poco inteligente.
- Raistlin Majere, hermano de Caramon; un astuto y brillante, pero débil, mago.
- Tanis Half-Elven, el líder natural de los héroes, y bueno con un arco.
- Tasslehoff Burrfoot, un kender carterista. El lucha con una arma honda conocida como una hoopak.
- Riverwind, prometido de Goldmoon. Él es un guerrero noble y prudente.
- Flint Fireforge, un guerrero enano.

## Gameplay
Mientras que Heroes of the Lance es una fiel representación de los libros este se basa en ellos, se trataba de una salida del habitual estilo RPG de la mayoría de juegos de Dungeons & Dragons, y muchos jugadores lamentaron su difícil interfaz de juego que consiste en utilizar un personaje en un momento en la lucha de desplazamiento horizontal. Cada personaje tiene diferentes tipos de ataques y hechizos que los hacen más adecuadas para la lucha contra diferentes enemigos pero ellos simplemente limita a actúan como "vidas" para el jugador como en la mayoría de videojuegos de lucha tradicionales, eliminando una de las principales estrategias de los juegos de rol en el juego.

## Secuelas
Dos videojuegos continuaron el argumento luego de este juego. Dragons of Flame es muy similar a este juego. Shadow Sorcerer aunque continua el argumento es muy diferente.